# Lac de Montriond
Le lac de Montriond se trouve en Haute-Savoie sur la commune de Montriond, dans le Chablais français. C'est le plus grand lac du massif du Chablais, le troisième plus grand lac de Haute-Savoie et un géosite du Géoparc du Chablais.

## Géographie

### Situation
Le lac se situe dans la partie aval de la vallée de la Dranse de Montriond, une vallée orientée ENE-OSO et qui s'ouvre sur la vallée d'Aulps. Il est délimité au nord par un ensemble de relief comprenant la pointe de la Chavache, la pointe d'Entre Deux Pertuis et la pointe de Nantaux. Au sud, le lac est dominé par les falaises de la montagne de Seraussaix. Le lac est accessible principalement depuis Montriond par la route départementale 228 mais peut aussi être atteint depuis le col de la Joux Verte et les Lindarets.

### Géologie

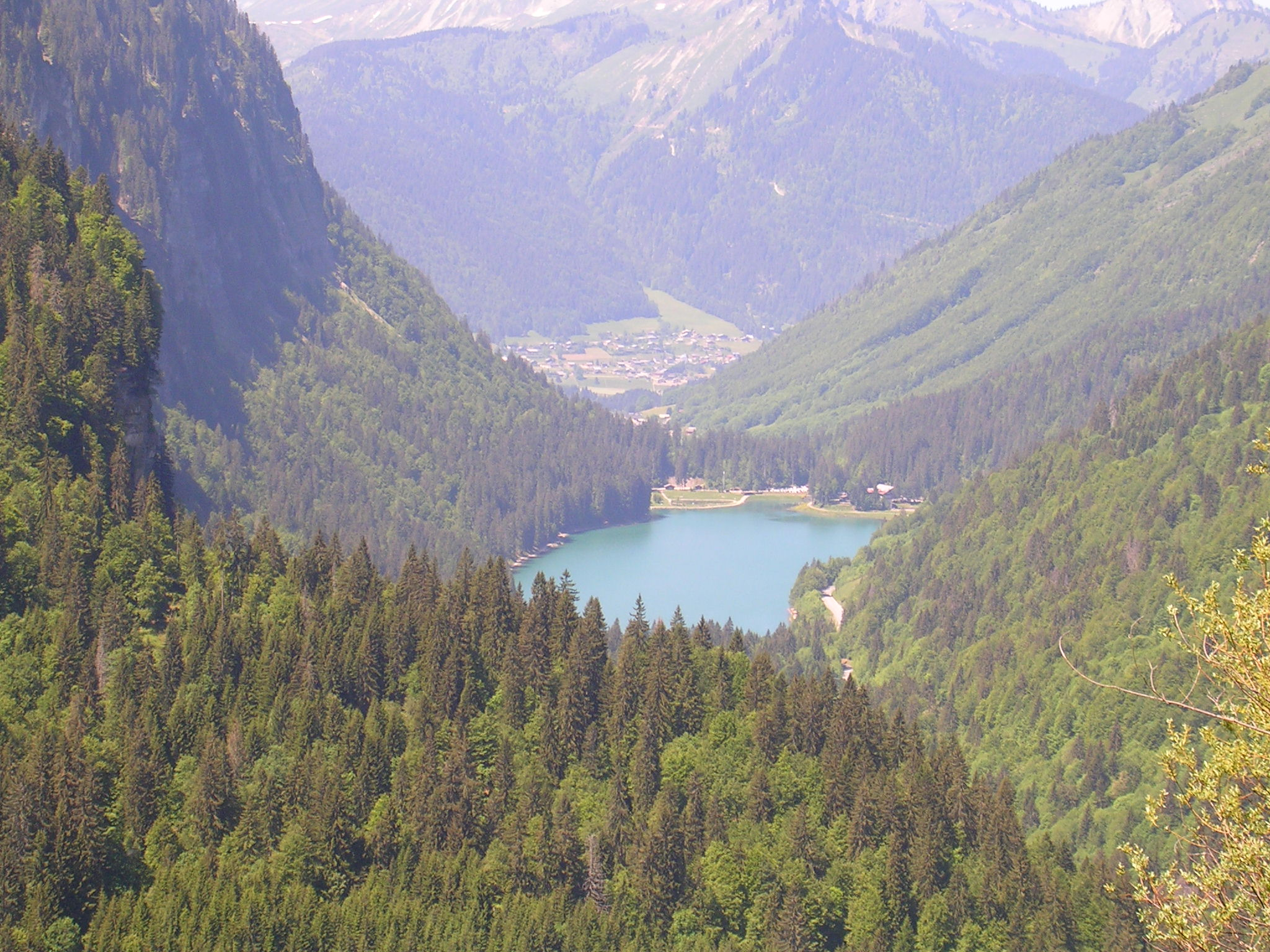
La vue depuis les hauteurs du col de Bassachaux permet d'appréhender la vallée glaciaire qu'occupe le lac de Montriond.

Le lac de Montriond se situe dans une ancienne vallée glaciaire creusée dans la nappe de la Brèche qu'il occupe longitudinalement. Le fond de la vallée et les pentes sous les falaises ceinturant le lac sont composés par les schistes ardoisiers tandis que ces mêmes falaises sont représentées par la Brèche supérieure. C'est de cette unité que provient l'écroulement à l'origine du lac de Montriond. Les berges de la rive sud du lac sont composées d'éboulis provenant de la Brèche supérieure, auquel se rajoute le barrage d’éboulis à l'origine du lac. Les rives nord et est sont recouvertes par des dépôts glaciaires quaternaires qui sont constitués de moraine sur les pentes et de reliques d'un cône de déjection au fond de la vallée en amont du lac.

### Hydrologie

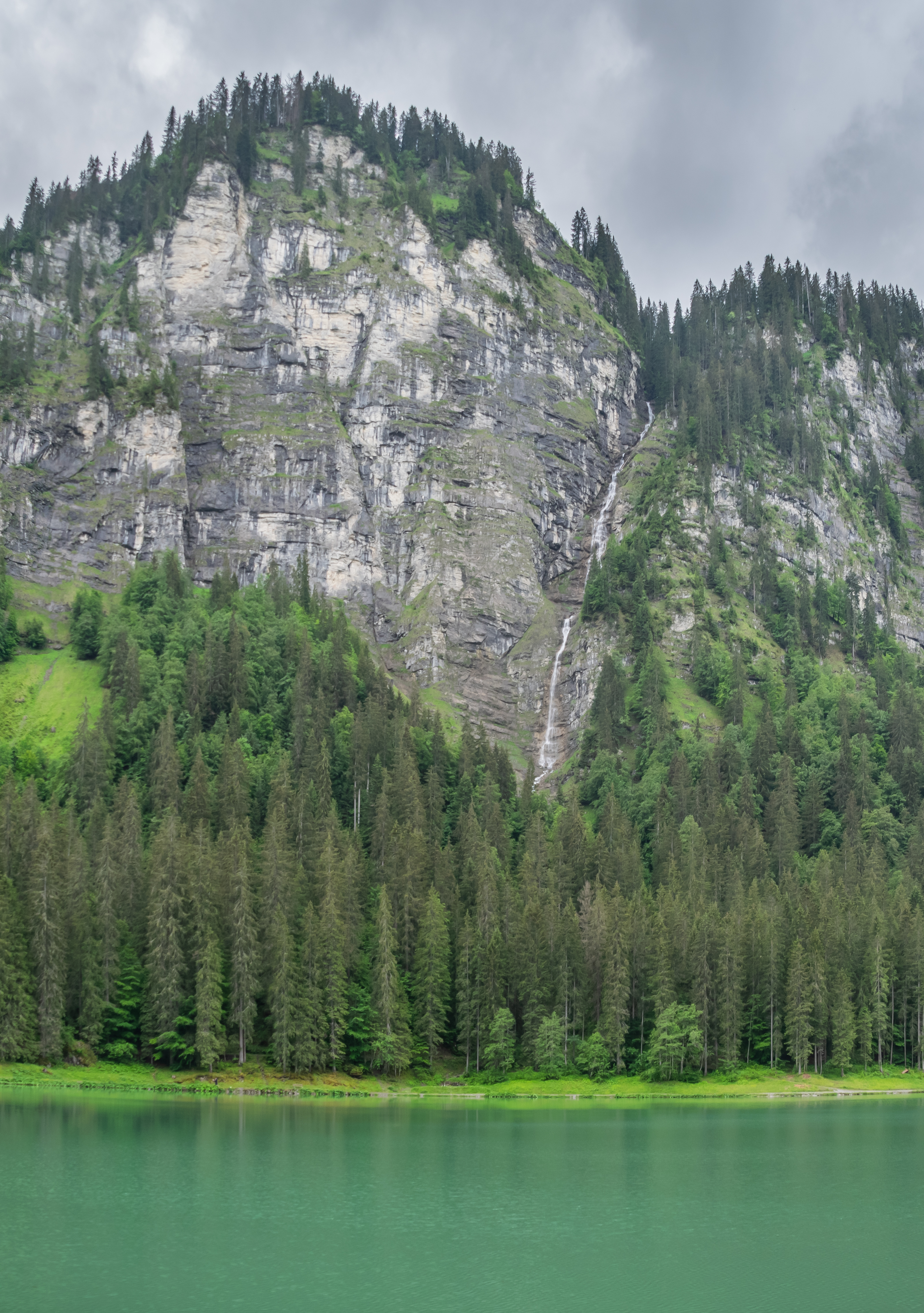
Cascade du nant de la Lapiaz en rive sud.

L'alimentation principale du lac de Montriond est la Dranse de Montriond auquel s'ajoutent les nants de la Lapiaz (rive gauche) et de Lens (rive droite) ainsi que deux sources sous-lacustres identifiées lors de l'assèchement du lac pour les travaux d'étanchéification au début des années 1990 et au débit équivalent à la Dranse de Montriond. La Dranse de Montriond est aussi son principal émissaire ainsi que des pertes sous-lacustres au niveau du barrage (plus de 1 000 sont répertoriés à l'automne 1989), particulièrement actives avant les travaux d'étanchéification (3 l/s à 5-6 l/s), et dont l'émergence se situait 280 à 320 m en aval du seuil. 
La forte pression touristique en aval du lac (station d'Avoriaz, hameau des Lindarets) peut entrainer une dégradation de la qualité de l'eau. La turbidité de l'eau pourrait résulter de l'important ravinement des pentes aménagées pour le ski,.

## Histoire

### Formation du lac
Alphonse Favre (en) considère que l'apparition du lac de Montriond serait lié à la présence d'une moraine. André Delebecque contredit cette hypothèse et y voit davantage le résultat d'un écroulement qui a barré la vallée, formant un barrage bloquant l'écoulement de la Dranse de Montriond. Cette thèse est par la suite reprise, et sera confortée par la découverte de débris de bois fossiles à la base des dépôts lacustres et dont la datation par le carbone 14 a permis de déterminer que l'écroulement s'est produit pendant la seconde moitié du XVe siècle. La niche d'arrachement, toujours bien visible dans le paysage, se situe sur la rive droite, sous le Saix Travesci (1 729 m), au sud de la pointe de Nantaux.

### Aménagements

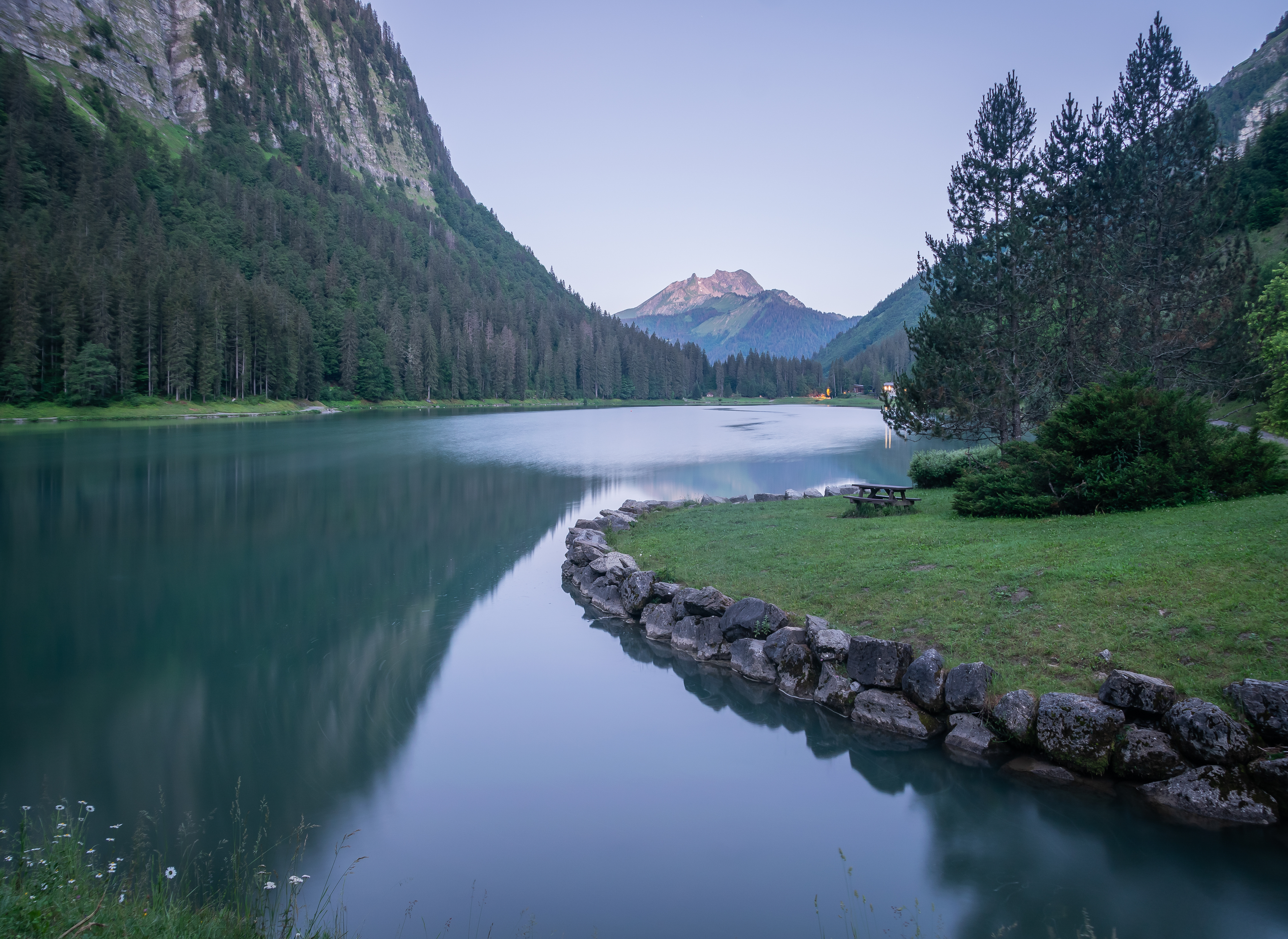
Rive droite consolidée à l'embouchure de la Dranse de Montriond dans le lac.

Le barrage initial de blocs n’étant pas étanche, il se traduisait par de grandes variations du niveau lacustre, de l’ordre de 10 m. Des travaux d'étanchéification sont alors entrepris vers 1900 par le Baron Albert de l’Espée avec la construction d'un barrage en bois, complété de glaise, autour des zones d'infiltration mais sans succès. Des essais d'obturation des pertes avec du goudron sont ensuite effectués dans les années 1970 mais toujours sans succès. 
Par souci d'améliorer l'offre touristique, d’importants travaux d’étanchéification sont entrepris au début des années 1990 pour stabiliser son niveau à la cote actuelle (1 067 m). Ils ont consisté en la pose de 15 000 m2 d'un film en polyéthylène en 1991 sur un terrain préalablement aplani puis recouvert d'argile, prélevée dans la partie amont du lac à l'automne 1990. Ces travaux nécessitèrent d'assécher partiellement le lac. Seule restait une zone inondée de 3 ha couverte de 2 m d'épaisseur d'eau.
Parallèlement à ces aménagements, deux parkings sont construits en aval, sur l'emplacement originel du déversoir, et en amont. Un espace de baignade aménagée est aussi construit sur la rive ouest. Enfin le rachat par la mairie de Montriond des parcelles bordant la rive sud du lac permet la création d'un chemin pédestre ceinturant le lac.

### Chalet du baron de l'Espée
Le Baron Albert de l’Espée fait construire un chalet à proximité de l'exutoire du lac,. Le chalet est alors très moderne pour l'époque et comporte notamment une petite centrale électrique alimentée par une source et dont le baron avait obtenu une concession de 50 ans. Elle fournissait de l'électricité pour alimenter l'éclairage et l'orgue électrique du propriétaire, féru de cet instrument. Dépourvue de chauffage et relativement humide, la demeure était utilisable uniquement en été et ne fut réellement exploitée par le baron que quelques années en raison de la dégradation de son état de santé.
La maison est vendue à des hôteliers suisses qui l'exploitent jusqu'en 1939 puis est revendue à Pernod qui la transforme en colonie de vacances pour ses employés et leurs enfants. Elle est enfin rachetée fin 1994 par la commune de Montriond. Le bâtiment est détruit et remplacé par une salle communale en 2008 qui prend le nom de « domaine du Baron ».

## Activités

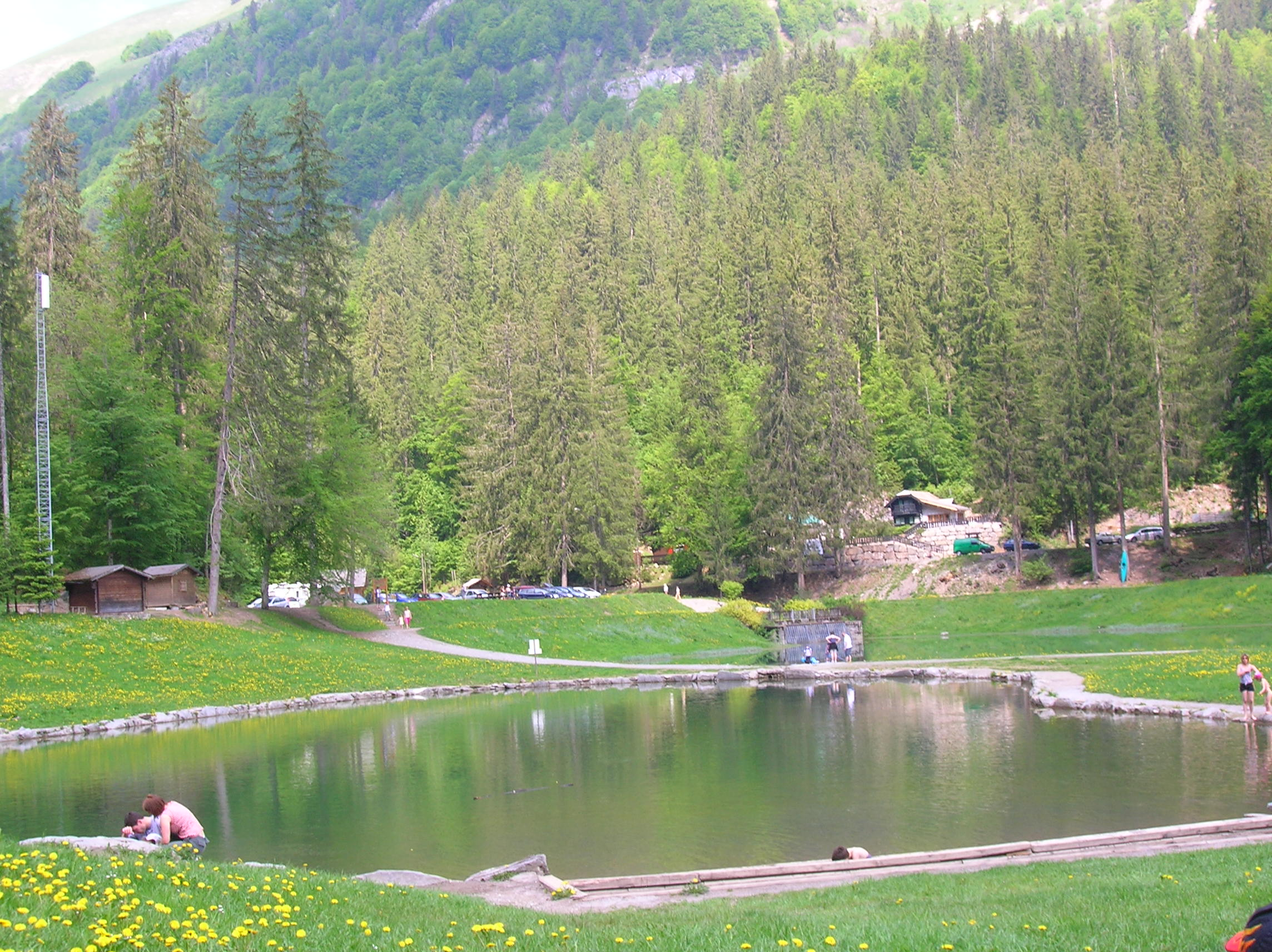
L'espace de baignade aménagée. À l'arrière-plan, l'exutoire du lac surmonté par la passerelle.

Le lac est fréquenté par les pêcheurs (truite fario, omble chevalier, vairon) et surtout par les promeneurs et randonneurs. 
L'été, ses berges sont fréquentées par de nombreuses familles y recherchant la fraîcheur de ses eaux et de sa forêt. Une petite partie du lac est spécialement aménagée pour la baignade des jeunes enfants.
L'hiver, le lac se couvre d'une épaisse couche de glace et se confond avec le paysage. Il est alors utilisé par des clubs de plongée et par l'armée pour les entraînements de plongée sous glace.